# F-score
F值，亦被稱做F-measure，是一種量測算法的精確度常用的指標，經常用來判斷演算法的精確度。目前在辨識、偵測相關的演算法中經常會分別提到精確率（precision）和召回率（recall），F-score能同時考慮這兩個數值，平衡地反映這個演算法的精確度。

## 定義

### 一般式
{\displaystyle F_{\beta }=(1+\beta ^{2})\cdot {\frac {\mathrm {precision} \cdot \mathrm {recall} }{(\beta ^{2}\cdot \mathrm {precision} )+\mathrm {recall} }}}
{\displaystyle \beta }是使用者自行定義的參數，由一般式可見F-score能同時考慮precision和recall這兩種數值。分子為precision和recall相乘，根據這個式子，只要precision或recall趨近於0，F-score就會趨近於0，代表著這個演算法的精確度非常低。一個好的演算法，最好能夠平衡recall和precision，且儘量讓兩種指標都很高。所以有一套判斷方式可以同時考慮recall和precision。当{\displaystyle \beta \rightarrow 0}时，F-score退化为precision；当{\displaystyle \beta \rightarrow \infty }时，F-score退化为recall。

### Precision和Recall權重一樣時
一般上來說，提到F-score且沒有特別的定義時，是指{\displaystyle \beta =1}時的F-score，亦有寫作F1-score。代表使用者同樣的注重precision和recall的這兩個指標。其分數可以說是precision和recall的調和平均，式子如下：
{\displaystyle F_{1}={\frac {2}{\mathrm {recall} ^{-1}+\mathrm {precision} ^{-1}}}=2{\frac {\mathrm {precision} \cdot \mathrm {recall} }{\mathrm {precision} +\mathrm {recall} }}}
F-score最理想的數值是趨近於1，做法是讓precision和recall都有很高的值。若兩者皆為1，使得{\displaystyle 2\cdot {\frac {1}{2}}=1}，則F-score = 1 （100%），代表該算法有著最佳的精確度。

## F-score的組成元素

### TP, FN, FP, TN

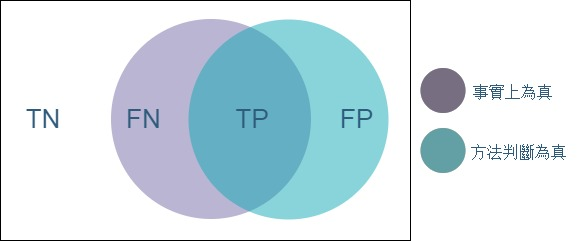
量測常見的4种情況

前面的true/false修饰后面的positive/negative，后面的positive/negative是我们的方法的判断。
- TP（true positive，真阳性）：我们的方法判断为真，这个判断是对的。即事實上為真，而且被我們的方法判斷為真的情形。
- FN（false negative，假阴性）：我们的方法判断为不真，这个判断是错的。即事實上為真，卻被我們的方法判斷為不真的情形。
- FP（false positive，假阳性）：我们的方法判断为真，这个判断是错的。即事實上不為真，卻被我們的方法誤判為真的情形。
- TN（true negative，真阴性）：我们的方法判断为不真，这个判断是对的。即事實上不為真，而且被我們的方法判斷成不為真的情形。

以抓犯人為例，TP是有罪而且被抓到的情形，FN是有罪但沒被抓到的情形，FP是無罪但被誤抓的情形，TN是無罪且未被誤逮的情形
|              | 判斷為真 | 判斷不為真 |
| ------------ | -------- | ---------- |
| 事實上為真   | TP       | FN         |
| 事實上不為真 | FP       | TN         |

### Precision和Recall
{\displaystyle precision={\frac {TP}{TP+FP}}=+P\;\;} (positive prediction rate)
Precision的分母為兩種判斷為真的情形的總和（范恩圖中完整綠色的部份）
解釋：當辨識結果為FP的代價很高時，F-score應該著重此指標，亦即precision要很高。
例子：辨識電郵信箱里的垃圾郵件時，如果某封被誤判成垃圾郵件（即FP）時，使用者可能就此錯過重要的通知。

{\displaystyle recall={\frac {TP}{TP+FN}}}
Recall的分母為事實上為真的情形的總和（范恩圖中完整紫色的部份）
解釋：當辨識結果為FN的代價很高時，F-score應該著重此指標，亦即recall要很高。
舉例：一個傳染病診斷辨識系統中，如果某個傳染病患者被誤判成陰性（即FN），當地的社區的居民就落入被傳染的高風險之中。
舉例：真正犯罪的人當中，有多少比例的罪犯被抓到。或，一張照片當中，有多少人臉被偵測到。

#### Precision和Recall的異同
- 它們的分子皆為TP。
- F-score的recall和precision之間存在著權衡的關係，可通過 β 調整更重視的部份。

以警察抓犯人的故事為例：
一位警察很厲害，抓了很多犯人，但是這些犯人當中，只有少部分真正有罪，其他都是被冤枉的。
- recall 高，因為該抓與不該抓的犯人都被抓到了。
- precision 低，因為很多都是沒犯罪的人。

「寧可錯抓一百，也不可放過一個」
recall 高，但 precision 低。

一個警察非常嚴謹，只逮捕真正有犯罪的人，不抓實在是沒辦法肯定的犯人。
- precision 高，因為通常被抓到人的都是有罪的。
- recall 低，因為不小心放掉一大群犯人。

「寧可錯放一百，也不可冤枉一個」
precision 高，但 recall 低。

## 應用
F-score經常用於評估資訊檢索的結果，如：
- 圖像檢索
- 機器學習模型

## 性质
F-score 是等于取回物品集和相关物品集的Dice系数